# Bebrava
Bebrava-folyó, egykor patak a Nyitra jobb oldali mellékága. Ma 47,2 km hosszú, vízgyűjtő területe 634 km². Forrása a Sztrázsó-hegységből ered, körülbelül 770 m. tsz. f. magasságban Csarnólak község területén.

## Leírása
Ribény mellett is elfolyva, Lévna mellett jobbról veszi fel a Livina-patak vizét, majd Sándoritól nyugatra ömlik belé a Peresi-patak (szk. Pravotický potok). Sándoritól délnyugatra torkollik belé a Hugyina-patak (szk. Hydina). Ez korábban egészen Nádlány alatt történt.
Végső fázisában Nádlány mellett folyik. Kinoránytól nyugatra balról veszi fel egy kisebb kanális (korábban a Hugyina medre) vizét. Rajcsány alatt ömlik belé a Rajcsányi-patak (szk. Rajčiansky), ill. Felsőhelbény alatt a Szolcsányka-patak (szk. Solčiansky). Ezek korábban nem léteztek, az itt lévő vízfolyásokat a Livina (Bebrava mellékága) vezette el.
Közvetlen Práznóc mellett, tőle északra ömlik a Nyitrába. Korábban a torkolat Práznóctól nyugatra lehetett.